# 후지와라 사쿠헤이
후지와라 사쿠헤이(일본어: 藤原 咲平, 1884년 10월 29일 ~ 1950년 9월 22일)는 일본의 기상학자이다. 1921년 후지와라 효과를 최초로 발견하여 명명하였다.
다카시마(高島) 진죠우소학교(尋常小學校)와 스와고등소학교(諏訪高等小學校)를 졸업하고 나서 나가노현립진죠우중학교(長野縣立尋常中學校)를 졸업했다. 1909년 도쿄제국대학(東京帝國大學)의 이론물리학과를 졸업한 후 중앙기상대(中央氣象臺)에 입사하게 되었다. 1915년 『소리 이상전파 연구[音の異常伝播の研究]』로 이학박사를 수료하고, 1920년 제국학사원상(帝國學士員賞)을 수상했다. 같은 해에 유럽으로 유학을 가서 노르웨이의 빌헬름 비에르크네스(Vilhelm Friman Koren Bjerknes) 교수에게 사사받았다. 1921년에는 후지와라 효과를 최초로 발견하여 명명하기도 했다.
1922년 귀국한 후 중앙기상대 기상예측기술관 양성소의 주임을 맡았고, 1924년 데리다 도리하코(寺田寅彦)의 후임이 되어 도쿄제국대학 교수에 취임했다. 기상청에서 일기예보를 담당하였으며, 1937년에는 학사원(學士院)의 회원이 되었고, 1941년 오카다 다케마스(岡田武松)의 후임으로 제5대 중앙기상대장에 취임했다. 태평양전쟁 때에는 군부의 요구에 따라 풍선폭탄을 연구하는데 가담했는데 전쟁이 끝난 후에 이 연구가 원인이 되어 공직에서 추방당하게 되었다. 이후 재야에서 연구를 계속하며 저작을 남기는 데 전념하게 되었다.
소용돌이·구름·기상광학(氣象光學) 및 기상분야에서 다양한 연구를 해서 후학을 양성하는 데에 기여했다. 현재 일본에서 사용하는 기상용어들의 기초를 닦았으며 글라이더 연구에서는 선구자 격이다.
후지와라 사쿠헤이는 나가노현 스와시에서 출생한 기상학자로 영어명은 출신 지역 발음에 의거하여 ‘Fujiwhara’라고 쓰고 있어 일반적인 표기인 ‘Fujiwara’는 잘못이다.

## 같이 보기
- 후지와라 효과